# Marina Langner
Marina Langner (* 21. Mai 1954 in Düsseldorf) ist ein ehemaliges deutsches Fotomodell sowie Schönheitskönigin und Schauspielerin.
1975 wurde sie ohne Endwahl zur Miss Germany ernannt. Bei der Miss World im November des gleichen Jahres in London erreichte sie den zweiten Platz. 1981 spielte sie neben Bud Spencer als „Dorianne“ in der Klamaukkomödie Banana Joe die zweite Hauptrolle.
Marina Langner lebt heute in München.

## Filmografie
- 1975/77: Frauenstation
- 1978: Ensalada Baudelaire
- 1980: Ich hasse Blondinen (Odio le bionde)
- 1982: Banana Joe